# Manfred Weidenbruch

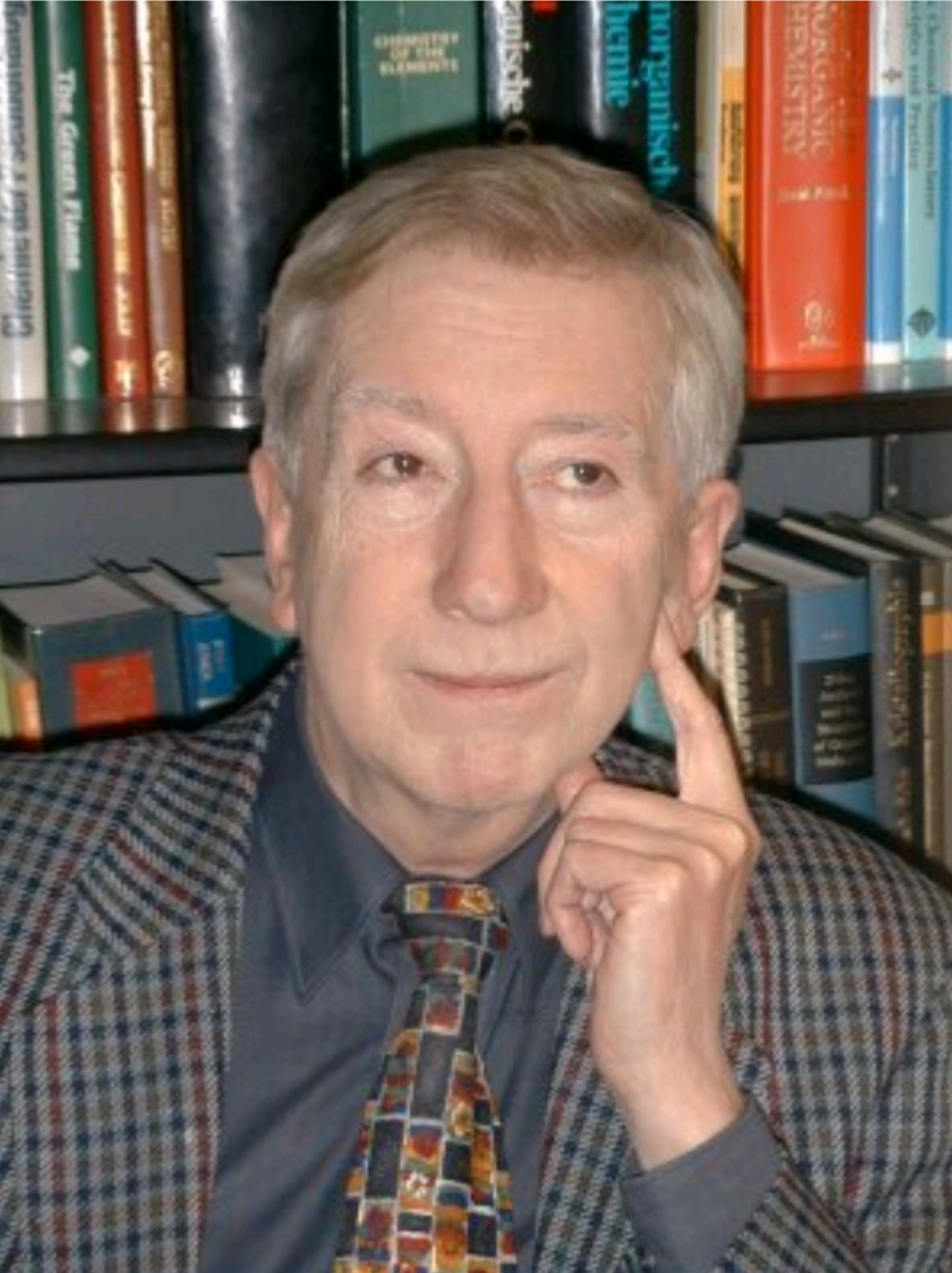
Manfred Weidenbruch (2005)

Manfred Weidenbruch (* 2. Dezember 1937 in Bremen; † 5. Juli 2016 in Oldenburg) war ein deutscher Chemiker und Professor für Anorganische Chemie an der Carl von Ossietzky Universität Oldenburg.

## Leben
Er studierte von 1957 bis 1963 Chemie an der RWTH Aachen und schloss das Studium zunächst mit einer Diplomarbeit (1963) und anschließend einer Doktorarbeit (1964) über fluororganische Verbindungen im Arbeitskreis von Martin Schmeißer ab. Weidenbruch habilitierte sich 1971 an der RWTH Aachen, 1973 wurde er zum außerordentlichen Professor ernannt. 1978 nahm er einen Ruf als Lehrstuhlinhaber (C4) an die Universität Oldenburg an und war damit der erste „Anorganiker“ an der noch jungen Hochschule.

## Forschungsgebiete
Ein Forschungsschwerpunkt von Manfred Weidenbruch war die Synthese hochreaktiver Siliziumverbindungen. Besondere Verdienste erwarb er sich mit der Entdeckung und Aufklärung besonderer Bindungsarten bestimmter chemischer Elemente.

### Wirken
Rund 50 Doktoranden führte Weidenbruch zur Promotion. Er war als Gutachter für die Deutsche Forschungsgemeinschaft (DFG) tätig sowie Mitherausgeber der Zeitschrift Organometallics der American Chemical Society.

## Ehrungen
Für sein wissenschaftliches Werk wurde Weidenbruch 2001 mit dem WACKER-Silikonpreis geehrt.